# Феодосий (Дикун)
Митрополи́т Феодо́сий (в миру Митрофа́н Ни́конович Дику́н-Ваколю́к; 23 ноября 1926, село Черница, Волынское воеводство, Польская Республика — 1 октября 2001, Полтава, Украина) — архиерей Русской православной церкви, с 1992 года — архиепископ Полтавский и Кременчугский. Митрополит с 1996 года. Религиозный писатель, ревностный полемист, выступал против политических репрессий и притеснений, а также выступал против расколов и захвата храмов и монастырей на Западной Украине.

## Биография
Родился 23 ноября 1926 года в селе Черница, входившем тогда в состав Польши (впоследствии Корецкого района, Ровенской области, УССР) в крестьянской семье.
В 1943 году окончил 7 классов средней школы и поступил послушником в Почаевскую Лавру.
В 1947 году поступил в Московскую духовную семинарию, по окончании которой в 1951 году продолжил образование в Московской духовной академии, которую окончил в 1955 году со степенью кандидата богословия.
25 августа того же года епископом Владимирским и Суздальским Онисимом (Фестинатовым) пострижен в монашество с именем Феодосий в честь преподобного Феодосия Киево-Печерского.
28 августа рукоположён во иеродиакона, а 4 сентября — во иеромонаха и назначен в храм села Костерёво Владимирской епархии.
В январе 1956 года переведён в кладбищенский храм города Владимира.
В 1958 году, по личной просьбе, назначен преподавателем и помощником инспектора Волынской духовной семинарии.
С 1960 года состоял секретарём правления Волынской духовной семинарии.
В апреле 1963 года возведён в сан игумена.
В 1964 году, в связи с насильственным закрытием Волынской семинарии, переведён преподавателем в Одесскую духовную семинарию и вскоре назначен помощником инспектора.
21 марта 1966 года возведён в сан архимандрита и назначен ректором Одесской духовной семинарии.

### Архиерейство
Постановлением Священного Синода от 4 апреля 1967 года определено быть епископом Переяслав-Хмельницким, викарием Киевской епархии. Его архиерейская хиротония состоялась 4 июня 1967 года во Владимирском кафедральном соборе в Киеве. Хиротонию совершали: митрополиты: Крутицкий и Коломенский Пимен (Извеков), Ленинградский и Ладожский Никодим (Ротов), архиепископы: Киевский и Галицкий Филарет (Денисенко), Эдмонтонский и Канадский Пантелеимон (Рудык), Иркутский и Читинский Вениамин, Ивано-Франковский и Коломыйский Иосиф, Херсонский и Одесский Сергий, Львовский и Тернопольский Николай.
7 октября 1967 года назначен епископом Полтавским и Кременчугским.
25 октября 1977 года отправил Л. И. Брежневу двухсотстраничное письмо, в котором изложил беды Церкви. Письмо попало за рубежи СССР, было переведено на многие языки, передано по радио «Свобода» и другим радиостанциям. В связи с этим давление на Церковь было ослаблено, но сам епископ подвергся наказанию — был переведён на Вологодскую кафедру.
7 сентября 1978 года возведён в сан архиепископа.
С 4 октября 1979 года — архиепископ Вологодский и Великоустюжский, но по состоянию здоровья поехать в Вологду не смог и 27 декабря того же года назначен архиепископом Астраханским и Енотаевским.
В 1989 году на заседании Священного Синода Русской Православной Церкви выступил с предложением об образовании Украинской Православной Церкви, что встретило сопротивление со стороны Киевского митрополита Филарета.
Определением Священного Синода от 19 февраля 1990 года назначен архиепископом Хмельницким и Каменец-Подольским.
20 марта 1990 года постановлением Синода Украинского Экзархата назначен архиепископом Ивано-Франковским и Коломыйским.
В 1990 году архиепископ Феодосий выступил против деятельности Украинской греко-католической церкви, выражавшейся в массовых захватах храмов и монастырей на Западной Украине, экспансии католицизма. Известно также письмо архиепископа президенту СССР М. С. Горбачёву, в котором также были изложены политические и антиправославные причины противоправной деятельности УГКЦ.
8 мая 1990 года вошёл в состав Синодальной Библейской комиссии.
С ноября 1990 года — член Священного Синода Украинской Православной Церкви.
С сентября 1991 года — архиепископ Винницкий и Брацлавский.
2 апреля 1992 года на Архиерейском Соборе Русской Православной Церкви выступил с яркой речью против предоставления автокефалии Украинской Церкви.
С 1992 года — архиепископ Полтавский и Кременчугский и с 20 июня того же года — председатель Канонической комиссии Священного Синода Украинской Православной Церкви.
17 ноября 1996 года Митрополитом Киевским и всей Украины Владимиром, удостоен сана митрополита.
С мая 1997 года под редакцией митрополита Феодосия издается ежемесячник «Полтавский Православный листок».
В период архиерейства на Украине, владыка Феодосий опубликовал немало работ, среди которых — обличительная работа «В защиту Православной Церкви от филаретовского раскола», написанная в средине 1990-х годов и разошедшаяся огромными тиражами.
Скончался от инсульта 1 октября 2001 года. Отпевание и погребение состоялось 4 октября в городе Полтаве. Похоронен в усыпальнице Свято-Троицкого храма на территории Крестовоздвиженского женского монастыря.

## Награды
Церковные
- орден преподобного Сергия Радонежского II степени (25 августа 1986 г. в связи с 60-летием со дня рождения)
- Орден святого равноапостольного великого князя Владимира II степени
- Орден святого благоверного князя Даниила Московского II степени
- орден Марии Магдалины (Польская Православная Церковь)

Светские
- орден «За заслуги» III степени (1996) — Президента Украины[2].

## Труды
- «Речь при наречении во епископа Переяслав-Хмельницкого» ЖМП, 1967, № 8, 12-14.
- «О благословении плодов» ЖМП, 1971, № 9, 41-43.
- Письмо Л. И. Брежневу о положении Православной церкви в Полтавской епархии (26.10.1977) // РПЦ в советское время (1917—1991). Материалы и документы по истории отношений между государством и церковью / Сост. Г. Штриккер. М., 1995. Кн. 2. С. 141—155.
- «Беседа с архиепископом Астраханским и Енотаевским Феодосием», На пути к свободе совести II: Религия и демократия, М., 1993, 232—244.
- Український екклісіаст, 2000.
- Свята криниця, 16 томов.
- 10 томов проповедей
- Путь святих, 5 томов.
- Матушка Нектарія.
- Том поэзии.
- Том басен.
- Щире слово до Галицької молоді (брошюра против унии).
- 2 брошюры против разных сект.
- На захист Православної Церкви від філаретівського розколу (В защиту Православной Церкви от филаретовского раскола), 1997.